# Sihikkit
Sihikkit is een bestuurslaag in het regentschap Humbang Hasundutan van de provincie Noord-Sumatra, Indonesië. Sihikkit telt 433 inwoners (volkstelling 2010).